# Javier Moscoso
Pour les articles homonymes, voir Javier Moscoso (homonymie) et Moscoso.
Javier Moscoso del Prado y Muñoz, né le 7 octobre 1934 à Logroño et mort le 16 juillet 2025 à Xàtiva (province de Valence), est un homme politique espagnol, membre du Parti socialiste ouvrier espagnol (PSOE) et  ministre de la Présidence sous Felipe González.

## Biographie

### Formation et carrière
Après avoir passé avec succès sa licence en droit de l'université de Saragosse et obtenu un diplôme de droit comparé à l'université de Strasbourg, qui lui donnent accès au grade de docteur, Javier Moscoso intègre le ministère public, où il achèvera son parcours comme procureur devant le Tribunal suprême.
En 1978, il demande à être mis en disponibilité et ouvre un cabinet d'avocats à Pampelune.

### Une figure de l'UCD
Membre de l'Union du centre démocratique (UCD), au pouvoir durant toute la transition démocratique, dès sa création en 1977, Javier Moscoso en a été secrétaire général de la fédération de Navarre et a siégé au conseil politique national. En 1979, il est élu au Congrès des députés, et devient le 20 avril secrétaire général aux Relations avec les Cortes Generales du ministère de la Présidence, à l'époque où celui-ci est dirigé par José Pedro Pérez-Llorca.
Il est relevé de ses fonctions en janvier 1980, afin de devenir secrétaire général du ministre adjoint au président du gouvernement, Rafael Arias-Salgado, ancien ministre adjoint pour les Relations avec les Cortes. Il quitte ce poste dès le mois de juin, étant nommé trois mois plus tard secrétaire technique pour les Relations avec l'administration judiciaire, sous la direction de Francisco Fernández Ordóñez.

### Du PAD au PSOE
À la suite de Francisco Fernández Ordóñez, Javier Moscoso quitte l'UCD en septembre 1981 et participe quelques mois plus tard à la fondation du Parti d'action démocratique (PAD), d'idéologie social-démocrate et dont il est membre de la commission exécutive. Il est réélu député le 28 octobre 1982, sur la liste du Parti socialiste ouvrier espagnol (PSOE), auquel il adhère en janvier 1983, après la dissolution du PAD.

### Ministre de la Présidence
Le 3 décembre 1982, Javier Moscoso est nommé ministre de la Présidence par le nouveau président du gouvernement socialiste, Felipe González. Compétent pour la fonction publique, il signe, le 21 décembre 1983, un décret octroyant aux fonctionnaires six jours de congé pour des convenances personnelles ou particulières qu'ils n'ont pas à justifier. Ces six jours n'ont jamais été remis en cause et sont désormais surnommés « moscosos ». Ce terme est même défini dans le dictionnaire de l'Académie royale espagnole (RAE). Son mandat prend fin le 22 juin 1986 et, bien qu'il ait été réélu député de Navarre, il n'est pas reconduit dans le gouvernement formé par la suite.

### Après la politique
À peine quelques mois plus tard, Javier Moscoso est désigné procureur général de l'État, pour un mandat de quatre ans. Il est ensuite membre du conseil général du pouvoir judiciaire (CGPJ) entre 1996 et 2001, et collabore par la suite avec les éditions juridiques et légales Aranzadi. 

### Famille
Son fils, Juan Moscoso del Prado, est député socialiste de Navarre de 2004 à 2016.

### Sources
- (en) Cet article est partiellement ou en totalité issu de l’article de Wikipédia en anglais intitulé « Javier Moscoso » (voir la liste des auteurs).